# Мелцо
Мѐлцо (на италиански: Melzo, на западноломбардски: Mèlz, Мелц) е град и община в Северна Италия, провинция Милано, регион Ломбардия. Разположен е на 118 m надморска височина. Населението на общината е 18 269 души (към 2013 г.).